# Anilocra coxalis
Anilocra coxalis es una especie de crustáceo isópodo marino del género Anilocra, familia Cymothoidae.
Fue descrita científicamente por Schioedte & Meinert en 1881.

## Distribución
Esta especie se encuentra en el océano Índico y el Atlántico tropical.